# 車裂
車裂，又稱轘、轘裂、轘脔、轘磔。俗稱五馬分屍，英文稱Quartering，是中國古代的一種酷刑，英國又有英式車裂。相傳此刑乃將犯人的頭及四肢分別縛到五輛車，由馬引車前進以撕裂其身體。秦国的商鞅及嫪毐皆受此刑，但行刑時間頗有爭議，以下將詳述有關爭論。

## 中國

### 關於車裂的爭論
- 東漢字書《說文解字》將車裂和斬首相提並論：「斬法，車裂也」。
- 車裂中的「車」字並非指「車子」，而是某些古體字「尊」在字形變化中產生訛誤而成為「車」字。

- 五馬分屍只屬民間傳說，實際上該詞最初於歷史小说《東周列國志》出現時，是以牛拉車分屍的。

另外，關於車裂的執行時間，各方意見亦不一致。也有一說認為，車裂是用在屍體（包括已斬首者）上的，而非撕裂活人，如商鞅與吳起。

### 著名受刑人
- 吳起（戰國）
- 商鞅（戰國）
- 嫪毐（秦国）
- 蘇秦（東周）
- 李存孝（唐朝）
- 張廷範（唐朝）

## 朝鮮
在韓國的高麗及朝鮮王朝時期，雖然在法典中存在凌遲之刑，但在實際執行時以車裂之刑來取代凌遲。犯人先被斬首，之後將屍體掛在四匹牛或四匹馬上，由牛馬移動來撕裂其屍體。根據1395年（朝鮮太祖三年）寫的《大明律直解》中，朝鮮人將「凌遲處死」注釋為「車裂處死」，即將執行車裂視同執行凌遲。